# Томельйосо
Томельйосо (ісп. Tomelloso) — муніципалітет в Іспанії, у складі автономної спільноти Кастилія-Ла-Манча, у провінції Сьюдад-Реаль. Населення — 38 641 особа (2010).
Муніципалітет розташований на відстані близько 150 км на південний схід від Мадрида, 80 км на схід від Сьюдад-Реаля.
На території муніципалітету розташовані такі населені пункти: (дані про населення за 2010 рік)
- Естасьйон-Ріо-Санкара: 0 осіб
- Томельйосо: 38641 особа

## Демографія
Динаміка населення (INE ):

## Галерея зображень

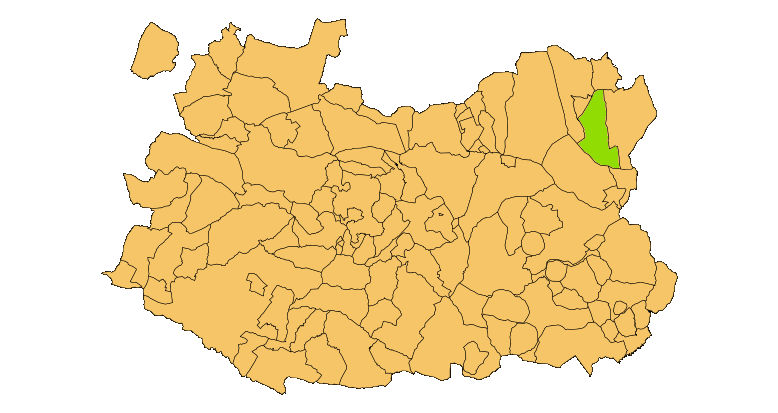
Розташування муніципалітету Томельйосо у провінції
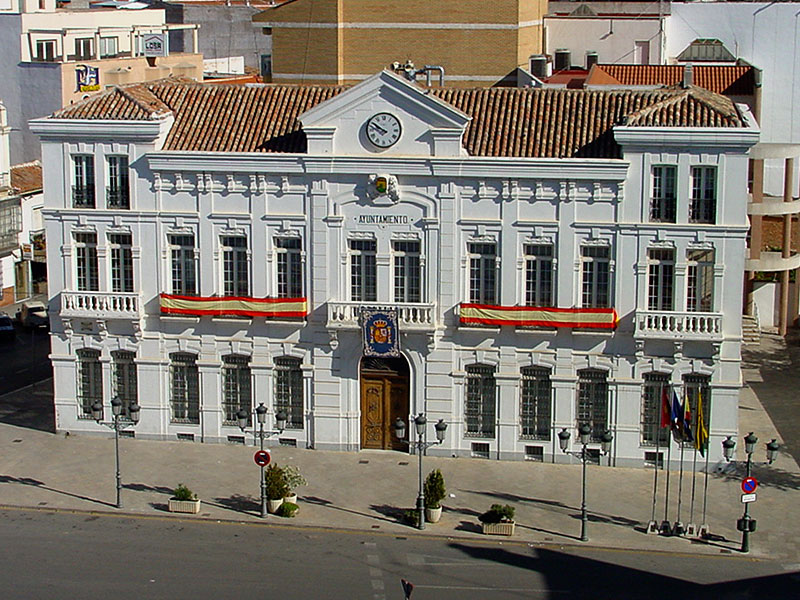
Муніципальна рада
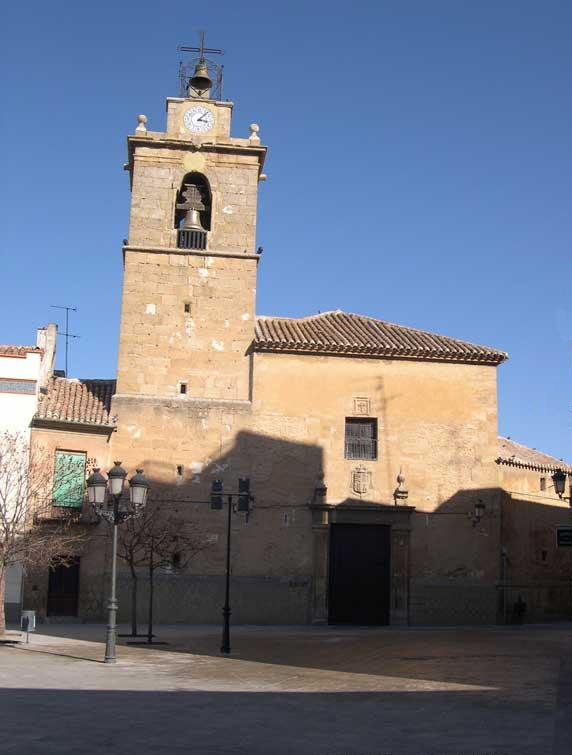
Церква Ла-Асунсьйон